# Cássio Barbosa
Cássio Vargas Barbosa sau Cássio (n. 25 noiembrie 1983 în Porto Alegre) este un fotbalist brazilian care joacă pe postul de atacant .